# Substack
Substack — це американська онлайн-платформа, яка забезпечує публікацію, оплату, аналітику та інфраструктуру дизайну для підтримки підписки на інформаційні бюлетені. Це дозволяє авторам надсилати цифрові інформаційні бюлетені безпосередньо передплатникам. Заснована у 2017 році компанія Substack зі штаб-квартирою в Сан-Франциско.

## Історія
Substack був заснований у 2017 році Крісом Бестом, співзасновником Kik Messenger; Джарадж Сеті, керівник платформи та головний розробник Kik Messenger ; і Хеміш Маккензі, колишній технічний репортер PandoDaily. Бест і Маккензі описують Stratechery Бена Томпсона, технічний та медіа-інформаційний бюлетень на основі підписки, як головне натхнення для їхньої платформи. Крістофер Бест виконує обов'язки виконавчого директора з березня 2019 року

## Вміст
Користувачі Substack включають журналістів, тематичних експертів і медіа-платформи. Серед відомих письменників, які використовували платформу, — лауреат Пулітцерівської премії, журналіст і письменник Гленн Грінвальд і Сеймур Герш, культурний критик Енн Хелен Петерсен, музичний есеїст Роберт Крістгау та письменниця про їжу Елісон Роман. Колумніст New York Times Майк Айзек у 2019 році стверджував, що такі компанії, як Substack, розглядають інформаційні бюлетені як більш стабільний засіб для підтримки читачів через пряміший зв'язок із письменниками. У 2020 році The New Republic заявила про відсутність місцевих інформаційних бюлетенів, особливо на відміну від великої кількості політичних інформаційних бюлетенів національного рівня. Станом на кінець 2020 року велика кількість журналістів і репортерів приходила на платформу, частково через тривалий занепад традиційних медіа (у 2019 році вакансій у редакціях було вдвічі менше, ніж у 2004 році). Приблизно в той час The New Yorker сказав, що, хоча «Substack рекламує себе як дружній дім для журналістів, […] лише деякі з його інформаційних бюлетенів публікують оригінальні репортажі; більшість пропонує особисті статті, думки, дослідження та аналіз». Він описав політику модерації вмісту Substack як «легку» з правилами проти «переслідувань, погроз, спаму, порнографії та закликів до насильства; рішення щодо модерації приймаються засновниками».
У 2019 році Substack додав підтримку подкастів і дискусій серед передплатників інформаційних бюлетенів.
Найбільш відомими авторами Substack є історик Хізер Кокс Річардсон, технічні журналісти Кейсі Ньютон та Ерік Ньюкомер, журналіст Метью Іглесіас, економіст Емілі Остер, журналісти Метт Тайббі та Барі Вайс  та автори Деніел М. Лавері, Джордж Сондерс, Блейк Нельсон, Чак Паланік, Маріанна Вільямсон і Салман Рушді.
Станом на листопад 2021 року платформа заявила, що має понад 500 000 платних підписників, що становить понад мільйон підписок. У січні 2022 року Substack оголосив, що розпочне приватне бета-тестування відео на своїй платформі.
У квітні 2023 року Substack реалізував функцію Notes, яка дозволяє користувачам публікувати та повторно публікувати короткий вміст. Цю функцію мікроблогів порівнювали з Twitter, і багато видань вважали її відповіддю на зміни в Twitter під управлінням Ілона Маска. Запуск Substack Notes викликав критику з боку Маска, і Twitter почав цензурувати посилання на Substack на своїй платформі.

## Оплати
Автори можуть зробити підписку на свою розсилку безкоштовною або платною, а також зробити певні публікації загальнодоступними для тих, хто не підписався на розсилку. Станом на 2020 рік мінімальна плата за підписку становила $5 на місяць або $30 на рік, а Substack зазвичай бере 10 % від передплати. Реклама для користувачів не відіграє жодної ролі в отриманні доходу. У лютому 2019 року платформа почала дозволяти авторам монетизувати подкасти.
Substack повідомив про 11 000 платних підписників станом на 2018 рік, кількість яких зросла до 50 000 у 2019 році.

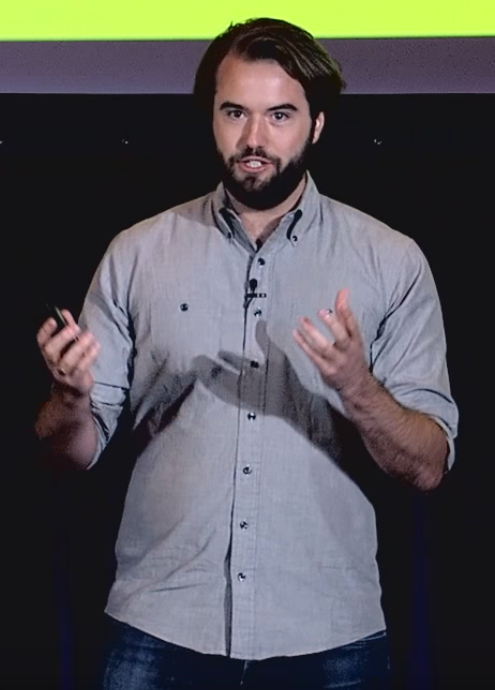
Кріс Бест обговорює мобільну рекламу в 2015 році

У 2018 році Substack зібрав початковий раунд інвесторів, зокрема The Chernin Group, Zhen Fund, генерального директора Twitch Еммета Шира та співзасновника Zynga Джастіна Волдрона. У 2019 році Andreessen Horowitz виділив 15,3 мільйона доларів на серію A, частина з яких пішла на залучення відомих письменників до мережі Substack. Substack надав деяким творцям контенту аванси для початку роботи над їхньою платформою. У 2019 році сайт надав стипендію деяким письменникам, яка включала стипендію у розмірі $3 000 та одноденний воркшоп у Сан-Франциско.
Занепад спортивних видань, таких як Sports Illustrated, Deadspin та SB Nation, у поєднанні з початком пандемії COVID-19, призвів до того, що спортивні журналісти почали переходити на Substack у 2019 та 2020 роках. Однак на цьому підринку Substack конкурує з сайтом підписки The Athletic, тому, за словами Маккензі, компанія набирає менше співробітників на цьому ринку. У 2020 році, після початку пандемії COVID-19, Substack надав гранти у розмірі $1,000-$3,000 понад 40 письменникам для початку роботи на платформі. У 2021 році Substack розширився до коміксів і підписав контракти з такими авторами, як Саладін Ахмед, Джонатан Гікман, Моллі Остертаг, Скотт Снайдер і Джеймс Тайніон IV, виплачуючи їм гонорари, зберігаючи при цьому доходи від підписки на їхні твори. Після першого року роботи Substack отримуватиме 10 відсотків доходу від підписки.
У 2017 році засновники Substack звернулися до невеликого пулу авторів, щоб знайти своїх перших творців. Білл Бішоп був одним із перших, хто розмістив на Substack свій ньюзлетер[що?] «Sinocism», надаючи свій ньюзлетер за $11 на місяць або $118 на рік з щоденним контентом. Станом на 2019 рік «Синоцизм Бішопа» був найбільш оплачуваною розсилкою на сервісі. Наприкінці 2020 року консервативна розсилка The Dispatch стала найпопулярнішим користувачем Substack, маючи понад 100 000 підписників і понад 2 мільйони доларів доходу за перший рік, за словами засновника Стівена Хейса (Steve Hayes). У травні 2021 року Substack придбав бруклінський стартап People & Company.
У серпні 2020 року Substack повідомив, що понад 100 000 користувачів платять принаймні за одну розсилку. Станом на серпень 2021 року Substack мав понад 250 000 передплатників, а десять найбільших видавців отримували 7 мільйонів доларів річного доходу.
У квітні 2022 року New York Times повідомила, що Substack може бути оцінений у 650 мільйонів доларів. У травні 2022 року Substack припинив спроби зібрати гроші. Компанія мала на меті залучити від $75 до $100 мільйонів.

## Порушення конфіденційності
28 липня 2020 року Substack розіслав всім своїм користувачам електронні повідомлення про зміну політики конфіденційності та повідомлення про дотримання вимог CCPA. У цьому листі електронні адреси всіх одержувачів були випадково включені в поле «копія», а не в поле «прихована копія». Це призвело до розкриття електронних адрес багатьох користувачів Substack. Компанія визнала цю проблему в Twitter і повідомила, що вона була виправлена після першої партії листів, але не розкрила кількість користувачів, яких це торкнулося.

## Substack Pro
У березні 2021 року Substack виявив, що експериментував з програмою розподілу доходів, в рамках якої виплачував аванси авторам за створення публікацій на своїй платформі; ця програма стала відомою під назвою Substack Pro. Substack критикували за те, що він не розкрив, які саме автори були частиною Substack Pro.

## Substack Defender
Substack надає юридичні консультації своїм авторам через програму Substack Defender. Юристи проводять юридичну експертизу історій перед їхньою публікацією та надають поради щодо листів із вимогою припинити діяльність, пов'язану з роботою авторів. Це містить заяву про те, що вони будуть захищати Джессіку Рід Краус, якщо Ембер Херд вирішить подати на неї до суду.

## Критика
У 2020 році популярні платформи, такі як Twitter, Facebook і YouTube, почали обмежувати або видаляти акаунти, які, як вони стверджують, поширюють дезінформацію про COVID-19, що порушує контентну політику цих платформ. Деякі відомі автори, звинувачені в поширенні дезінформації, перейшли з цих платформ на Substack. The Washington Post згадав Джозефа Мерколу, чий контент Імран Ахмед, генеральний директор Центру протидії цифровій ненависті, назвав «настільки поганим, що ніхто більше не буде його розміщувати», і Стіва Беннона, якого Елізабет Двоскін, пишучи для Washington Post, звинуватила в поширенні «агресивної риторики і неправдивих тверджень про вибори протягом тижнів, що передували облозі Капітолію 6 січня», як «прихильників теорій змови», які перемістили свою присутність в Інтернеті на Substack.
У січні 2022 року Центр протидії цифровій ненависті звинуватив Substack у допуску контенту, який може бути небезпечним для здоров'я населення, підрахувавши, що компанія заробляла 2,5 мільйона доларів на рік лише на п'яти найпопулярніших авторах-антивакерів, які мають десятки тисяч підписників. Імовірно, у відповідь на запити преси троє засновників підтвердили свою прихильність до мінімальної цензури у своєму блозі.